# Giampaolo Cheula

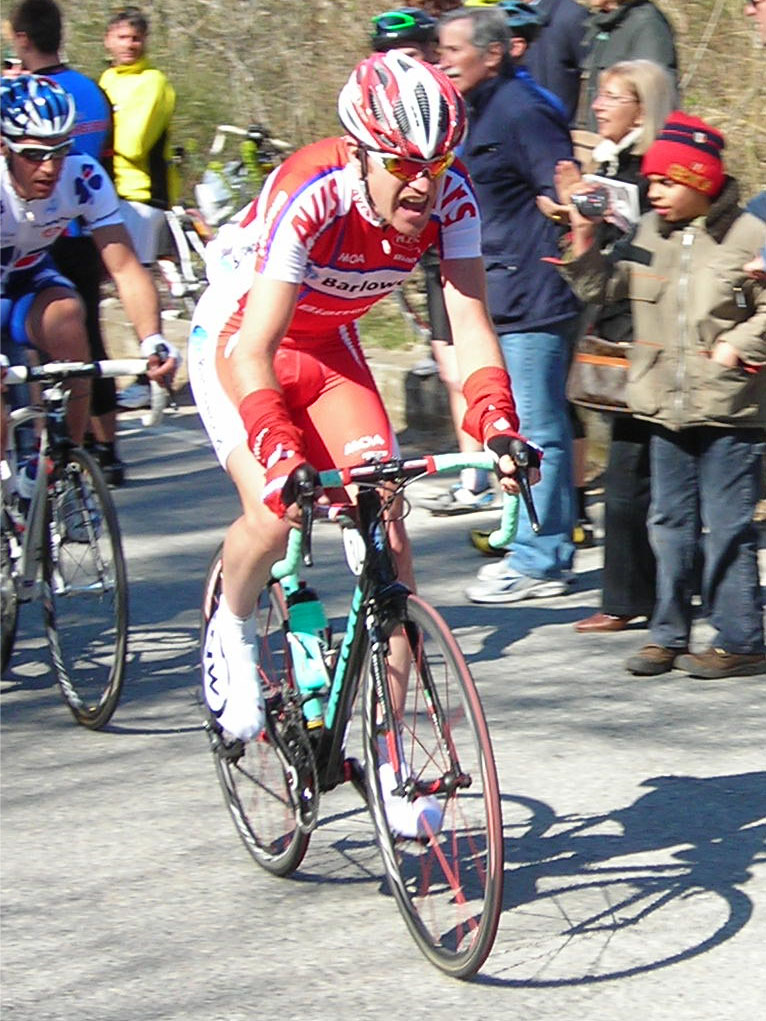
Giampaolo Cheula bei Mailand–Sanremo 2009

Giampaolo Cheula (* 23. Mai 1979 in Premosello-Chiovenda) ist ein ehemaliger italienischer Radrennfahrer.

## Karriere
Giampaolo Cheula wurde 2001 bei dem belgisch-italienischen Radsportteam Mapei-Quick Step Profi. In seinem zweiten Jahr dort entschied er eine Etappe der Bayern-Rundfahrt für sich. Daraufhin wechselte er zu Vini Caldirola, wo wiederum zwei Jahre fuhr. Ab 2005 startete Cheula für das britische Professional Continental Team Barloworld. Seinen größten Erfolg feierte er im Mai 2006, als er die Gesamtwertung der Friedensfahrt gewann. 2007 und 2008 nahm er an der Tour de France teil, in den Jahren 2003 (63. in der Gesamtwertung), 2009 (110.) und 2010 am Giro d’Italia (123.).

## Palmarès

### Erfolge
2002
- eine Etappe Bayern-Rundfahrt

2006
- Gesamtwertung Friedensfahrt

2008
- Gran Premio Nobili Rubinetterie

### Platzierungen bei den Grand Tours
| Grand Tour            | 2003 | 2004 | 2005 | 2006 | 2007 | 2008 | 2009 | 2010 | 2011 |
| --------------------- | ---- | ---- | ---- | ---- | ---- | ---- | ---- | ---- | ---- |
| Giro d’ItaliaGiro     | 62   | –    | –    | –    | –    | –    | 101  | DNF  | 97   |
| Tour de FranceTour    | –    | –    | –    | –    | 111  | 88   | –    | –    | –    |
| Vuelta a EspañaVuelta | 107  | –    | –    | –    | –    | –    | –    | 86   | –    |

## Teams
- 2001 Mapei-Quick Step
- 2002 Mapei-Quick Step
- 2003 Vini Caldirola-Saunier Duval
- 2004 Vini Caldirola-Nobili Rubinetterie
- 2005 Barloworld-Valsir
- 2006 Barloworld
- 2007 Barloworld
- 2008 Barloworld
- 2009 Barloworld
- 2010 Footon-Servetto
- 2011 Geox-TMC
- 2012 Team KTM-Stihl Torrevilla